# Liste der Formel-1-Weltmeister
Die Liste der Formel-1-Weltmeister bietet einen Überblick über alle Gesamtsieger der Formel-1-Weltmeisterschaft (bis 1980: Automobil-Weltmeisterschaft) seit ihrer ersten Austragung in der Saison 1950. Die Auflistung erfolgt zunächst chronologisch nach Saisons, anschließend nach Fahrern und Fahrernationen, Konstrukteuren und Konstrukteursnationen sowie Motoren- und Reifenherstellern getrennt.
Der Formel-1-Weltmeistertitel wird jährlich vom Internationalen Automobilverband FIA an denjenigen Fahrer bzw. Konstrukteur verliehen, der während der Saison die meisten Weltmeisterschaftspunkte gesammelt hat. Die Punkte werden nach einem festgelegten Punktesystem pro WM-Lauf vergeben. Die Weltmeisterschaft wurde – zunächst nur als Fahrer-Meisterschaft – unter dem Namen Automobil-Weltmeisterschaft zum ersten Mal 1950 ausgeschrieben, erster Titelträger wurde der Italiener Giuseppe Farina auf Alfa Romeo. Die Punktewertung für Konstrukteure wurde erst zur Saison 1958 eingeführt. Den ersten Titel errang der britische Hersteller Vanwall.
Die Konstrukteurswertung wurde von Beginn an nur für Konstrukteure (oder synonym Hersteller) ausgeschrieben. Als Konstrukteur wurden dabei Firmen definiert, die das Rennwagen-Chassis selbst bauen und nicht zukaufen. Bis in die 1970er Jahre war es üblich und erlaubt, als Team an der Weltmeisterschaft teilzunehmen, ohne selbst als Konstrukteur aufzutreten. Beispiel hierfür ist das Tyrrell-Team, das zur Saison 1968 zunächst mit einem zugekauften Matra-Chassis in die Formel 1 einstieg und erst ab der Saison 1970 mit einer Eigenkonstruktion antrat. 1969 gewann Tyrrell mit Jackie Stewart die Fahrer-WM, der Konstrukteurstitel aber ging an Matra.
Insgesamt haben mit Abschluss der Formel-1-Weltmeisterschaft 2024 in 75 Saisons 34 verschiedene Fahrer und in 66 Saisons 15 Konstrukteure den Weltmeistertitel in der Formel 1 errungen. Rekordtitelträger unter den Fahrern sind Michael Schumacher sowie Lewis Hamilton mit jeweils sieben Gesamtsiegen. Weltmeister aus dem deutschsprachigen Raum wurden darüber hinaus Jochen Rindt (1 Titel), Niki Lauda (3), Sebastian Vettel (4) sowie Nico Rosberg (1). Den Rekord unter den Teams hält Ferrari mit 16 Titeln, wobei Mercedes (8) sowie Red Bull (6) Weltmeisterschaften für Deutschland bzw. Österreich errungen haben.

## Nach Saison

### Liste der Fahrerweltmeister
| Saison | Anz. GP | Weltmeister Fahrzeug Alter              | Nat.                   | Punkte  | Siege | WM-Vize Fahrzeug Alter                    | Nat.                   | Punkte     | Siege | WM-Dritter Fahrzeug Alter              | Nat.                   | Punkte     | Siege |
| ------ | ------- | --------------------------------------- | ---------------------- | ------- | ----- | ----------------------------------------- | ---------------------- | ---------- | ----- | -------------------------------------- | ---------------------- | ---------- | ----- |
| 1950   | 07      | Giuseppe Farina Alfa Romeo 44           | Italien                | 30      | 03    | Juan Manuel Fangio Alfa Romeo 39          | Argentinien            | 27         | 03    | Luigi Fagioli Alfa Romeo 52            | Italien                | 24         | 0–    |
| 1951   | 08      | Juan Manuel Fangio Alfa Romeo 40        | Argentinien            | 31      | 03    | Alberto Ascari Ferrari 33                 | Italien                | 25         | 02    | José Froilán González Ferrari 29       | Argentinien            | 24         | 01    |
| 1952   | 08      | Alberto Ascari Ferrari 34               | Italien                | 36      | 06    | Giuseppe Farina Ferrari 46                | Italien                | 24         | 0–    | Piero Taruffi Ferrari 46               | Italien                | 22         | 01    |
| 1953   | 09      | Alberto Ascari Ferrari 35               | Italien                | ,034,5  | 05    | Juan Manuel Fangio Maserati 42            | Argentinien            | 28         | 01    | Giuseppe Farina Ferrari 47             | Italien                | 26         | 01    |
| 1954   | 09      | Juan Manuel Fangio Maserati/Mercedes 43 | Argentinien            | 42      | 06    | José Froilán González Ferrari 32          | Argentinien            | ,00025,143 | 01    | Mike Hawthorn Ferrari 25               | Vereinigtes Konigreich | ,00024,643 | 01    |
| 1955   | 07      | Juan Manuel Fangio Mercedes 44          | Argentinien            | 40      | 04    | Stirling Moss Mercedes 26                 | Vereinigtes Konigreich | 23         | 01    | Eugenio Castellotti Lancia/Ferrari 25  | Italien                | 12         | 0–    |
| 1956   | 08      | Juan Manuel Fangio Ferrari 45           | Argentinien            | 30      | 03    | Stirling Moss Maserati 27                 | Vereinigtes Konigreich | 27         | 02    | Peter Collins Ferrari 25               | Vereinigtes Konigreich | 25         | 02    |
| 1957   | 08      | Juan Manuel Fangio Maserati 46          | Argentinien            | 40      | 04    | Stirling Moss Vanwall 28                  | Vereinigtes Konigreich | 25         | 03    | Luigi Musso Ferrari 33                 | Italien                | 16         | 0–    |
| 1958   | 11      | Mike Hawthorn Ferrari 29                | Vereinigtes Konigreich | 42      | 01    | Stirling Moss Cooper-Climax/Vanwall 29    | Vereinigtes Konigreich | 41         | 04    | Tony Brooks Vanwall 26                 | Vereinigtes Konigreich | 24         | 03    |
| 1959   | 09      | Jack Brabham Cooper-Climax 33           | Australien             | 31      | 02    | Tony Brooks Ferrari 27                    | Vereinigtes Konigreich | 27         | 02    | Stirling Moss B.R.M./Cooper-Climax 30  | Vereinigtes Konigreich | ,025,5     | 02    |
| 1960   | 10      | Jack Brabham Cooper-Climax 34           | Australien             | 43      | 05    | Bruce McLaren Cooper-Climax 23            | Neuseeland             | 34         | 01    | Stirling Moss Lotus-Climax 31          | Vereinigtes Konigreich | 19         | 02    |
| 1961   | 08      | Phil Hill Ferrari 34                    | Vereinigte Staaten     | 34      | 02    | Wolfgang von Trips Ferrari 33             | Deutschland            | 33         | 02    | Stirling Moss Lotus-Climax 32          | Vereinigtes Konigreich | 21         | 02    |
| 1962   | 09      | Graham Hill B.R.M. 33                   | Vereinigtes Konigreich | 42      | 04    | Jim Clark Lotus-Climax 26                 | Vereinigtes Konigreich | 30         | 03    | Bruce McLaren Cooper-Climax 25         | Neuseeland             | 27         | 01    |
| 1963   | 10      | Jim Clark Lotus-Climax 27               | Vereinigtes Konigreich | 54      | 07    | Graham Hill B.R.M. 34                     | Vereinigtes Konigreich | 29         | 02    | Richie Ginther B.R.M. 33               | Vereinigte Staaten     | 29         | 0–    |
| 1964   | 10      | John Surtees Ferrari 30                 | Vereinigtes Konigreich | 40      | 02    | Graham Hill B.R.M. 35                     | Vereinigtes Konigreich | 39         | 02    | Jim Clark Lotus-Climax 28              | Vereinigtes Konigreich | 32         | 03    |
| 1965   | 10      | Jim Clark Lotus-Climax 29               | Vereinigtes Konigreich | 54      | 06    | Graham Hill B.R.M. 36                     | Vereinigtes Konigreich | 40         | 02    | Jackie Stewart B.R.M. 26               | Vereinigtes Konigreich | 33         | 01    |
| 1966   | 09      | Jack Brabham Brabham-Repco 40           | Australien             | 42      | 04    | John Surtees Ferrari/Cooper-Maserati 32   | Vereinigtes Konigreich | 28         | 02    | Jochen Rindt Cooper-Maserati 24        | Osterreich             | 22         | 0–    |
| 1967   | 11      | Denis Hulme Brabham-Repco 31            | Neuseeland             | 51      | 02    | Jack Brabham Brabham-Repco 41             | Australien             | 46         | 02    | Jim Clark Lotus-Ford 31                | Vereinigtes Konigreich | 41         | 04    |
| 1968   | 12      | Graham Hill Lotus-Ford 39               | Vereinigtes Konigreich | 48      | 03    | Jackie Stewart Matra-Ford 29              | Vereinigtes Konigreich | 36         | 03    | Denis Hulme McLaren-Ford 32            | Neuseeland             | 33         | 02    |
| 1969   | 11      | Jackie Stewart Matra-Ford 30            | Vereinigtes Konigreich | 63      | 06    | Jacky Ickx Brabham-Ford 24                | Belgien                | 37         | 02    | Bruce McLaren McLaren-Ford 32          | Neuseeland             | 26         | 0–    |
| 1970   | 13      | Jochen Rindt Lotus-Ford 28              | Osterreich             | 45      | 05    | Jacky Ickx Ferrari 25                     | Belgien                | 40         | 03    | Clay Regazzoni Ferrari 31              | Schweiz                | 33         | 01    |
| 1971   | 11      | Jackie Stewart Tyrrell-Ford 32          | Vereinigtes Konigreich | 62      | 06    | Ronnie Peterson March-Ford 27             | Schweden               | 33         | 0–    | François Cevert Tyrrell-Ford 27        | Frankreich             | 26         | 01    |
| 1972   | 12      | Emerson Fittipaldi Lotus-Ford 25        | Brasilien 1968         | 61      | 05    | Jackie Stewart Tyrrell-Ford 33            | Vereinigtes Konigreich | 45         | 04    | Denis Hulme McLaren-Ford 36            | Neuseeland             | 39         | 01    |
| 1973   | 15      | Jackie Stewart Tyrrell-Ford 34          | Vereinigtes Konigreich | 71      | 05    | Emerson Fittipaldi Lotus-Ford 26          | Brasilien 1968         | 55         | 03    | Ronnie Peterson Lotus-Ford 29          | Schweden               | 52         | 04    |
| 1974   | 15      | Emerson Fittipaldi McLaren-Ford 27      | Brasilien 1968         | 55      | 03    | Clay Regazzoni Ferrari 35                 | Schweiz                | 52         | 01    | Jody Scheckter Tyrrell-Ford 24         | Sudafrika 1961         | 45         | 02    |
| 1975   | 14      | Niki Lauda Ferrari 26                   | Osterreich             | ,064,5  | 05    | Emerson Fittipaldi McLaren-Ford 28        | Brasilien 1968         | 45         | 02    | Carlos Reutemann Brabham-Ford 33       | Argentinien            | 37         | 01    |
| 1976   | 16      | James Hunt McLaren-Ford 29              | Vereinigtes Konigreich | 69      | 06    | Niki Lauda Ferrari 27                     | Osterreich             | 68         | 05    | Jody Scheckter Tyrrell-Ford 26         | Sudafrika 1961         | 49         | 01    |
| 1977   | 17      | Niki Lauda Ferrari 28                   | Osterreich             | 72      | 03    | Jody Scheckter Wolf-Ford 27               | Sudafrika 1961         | 55         | 03    | Mario Andretti Lotus-Ford 37           | Vereinigte Staaten     | 47         | 04    |
| 1978   | 16      | Mario Andretti Lotus-Ford 38            | Vereinigte Staaten     | 64      | 06    | Ronnie Peterson5 Lotus-Ford 34            | Schweden               | 51         | 02    | Carlos Reutemann Ferrari 36            | Argentinien            | 48         | 04    |
| 1979   | 15      | Jody Scheckter Ferrari 29               | Sudafrika 1961         | 51      | 03    | Gilles Villeneuve Ferrari 29              | Kanada                 | 47         | 03    | Alan Jones Williams-Ford 33            | Australien             | 40         | 04    |
| 1980   | 14      | Alan Jones Williams-Ford 34             | Australien             | 67      | 05    | Nelson Piquet Brabham-Ford 28             | Brasilien 1968         | 54         | 03    | Carlos Reutemann Williams-Ford 38      | Argentinien            | 42         | 01    |
| 1981   | 15      | Nelson Piquet Brabham-Ford 29           | Brasilien 1968         | 50      | 03    | Carlos Reutemann Williams-Ford 39         | Argentinien            | 49         | 02    | Alan Jones Williams-Ford 35            | Australien             | 46         | 02    |
| 1982   | 16      | Keke Rosberg Williams-Ford 34           | Finnland               | 44      | 01    | Didier Pironi Ferrari 30                  | Frankreich             | 39         | 02    | John Watson McLaren-Ford 36            | Vereinigtes Konigreich | 39         | 02    |
| 1983   | 15      | Nelson Piquet Brabham-BMW 31            | Brasilien 1968         | 59      | 03    | Alain Prost Renault 28                    | Frankreich             | 57         | 04    | René Arnoux Ferrari 35                 | Frankreich             | 49         | 03    |
| 1984   | 16      | Niki Lauda McLaren-TAG-Porsche 35       | Osterreich             | 72      | 05    | Alain Prost McLaren-TAG-Porsche 29        | Frankreich             | ,071,5     | 07    | Elio de Angelis Lotus-Renault 26       | Italien                | 34         | 0–    |
| 1985   | 16      | Alain Prost McLaren-TAG-Porsche 30      | Frankreich             | 73      | 05    | Michele Alboreto Ferrari 29               | Italien                | 53         | 02    | Keke Rosberg Williams-Honda 37         | Finnland               | 40         | 02    |
| 1986   | 16      | Alain Prost McLaren-TAG-Porsche 31      | Frankreich             | 72      | 04    | Nigel Mansell Williams-Honda 33           | Vereinigtes Konigreich | 70         | 05    | Nelson Piquet Williams-Honda 34        | Brasilien 1968         | 69         | 04    |
| 1987   | 16      | Nelson Piquet Williams-Honda 35         | Brasilien 1968         | 73      | 03    | Nigel Mansell Williams-Honda 34           | Vereinigtes Konigreich | 61         | 06    | Ayrton Senna Lotus-Honda 27            | Brasilien 1968         | 57         | 02    |
| 1988   | 16      | Ayrton Senna McLaren-Honda 28           | Brasilien 1968         | 90      | 08    | Alain Prost McLaren-Honda 33              | Frankreich             | 87         | 07    | Gerhard Berger Ferrari 29              | Osterreich             | 41         | 01    |
| 1989   | 16      | Alain Prost McLaren-Honda 34            | Frankreich             | 76      | 04    | Ayrton Senna McLaren-Honda 29             | Brasilien 1968         | 60         | 06    | Riccardo Patrese Williams-Renault 35   | Italien                | 40         | 0–    |
| 1990   | 16      | Ayrton Senna McLaren-Honda 30           | Brasilien 1968         | 78      | 06    | Alain Prost Ferrari 35                    | Frankreich             | 71         | 05    | Nelson Piquet Benetton-Ford 38         | Brasilien 1968         | 43         | 02    |
| 1991   | 16      | Ayrton Senna McLaren-Honda 31           | Brasilien 1968         | 96      | 07    | Nigel Mansell Williams-Renault 38         | Vereinigtes Konigreich | 72         | 05    | Riccardo Patrese Williams-Renault 37   | Italien                | 53         | 02    |
| 1992   | 16      | Nigel Mansell Williams-Renault 39       | Vereinigtes Konigreich | 108     | 09    | Riccardo Patrese Williams-Renault 38      | Italien                | 56         | 01    | Michael Schumacher Benetton-Ford 23    | Deutschland            | 53         | 01    |
| 1993   | 16      | Alain Prost Williams-Renault 38         | Frankreich             | 99      | 07    | Ayrton Senna McLaren-Ford 33              | Brasilien              | 73         | 05    | Damon Hill Williams-Renault 33         | Vereinigtes Konigreich | 69         | 03    |
| 1994   | 16      | Michael Schumacher Benetton-Ford 25     | Deutschland            | 92      | 08    | Damon Hill Williams-Renault 34            | Vereinigtes Konigreich | 91         | 06    | Gerhard Berger Ferrari 35              | Osterreich             | 41         | 01    |
| 1995   | 17      | Michael Schumacher Benetton-Renault 26  | Deutschland            | 102     | 09    | Damon Hill Williams-Renault 35            | Vereinigtes Konigreich | 69         | 04    | David Coulthard Williams-Renault 24    | Vereinigtes Konigreich | 49         | 01    |
| 1996   | 16      | Damon Hill Williams-Renault 36          | Vereinigtes Konigreich | 97      | 08    | Jacques Villeneuve Williams-Renault 25    | Kanada                 | 78         | 04    | Michael Schumacher Ferrari 27          | Deutschland            | 59         | 03    |
| 1997   | 17      | Jacques Villeneuve Williams-Renault 26  | Kanada                 | 81      | 07    | Heinz-Harald Frentzen Williams-Renault 30 | Deutschland            | 42         | 01    | David Coulthard McLaren-Mercedes 26    | Vereinigtes Konigreich | 36         | 02    |
| 1998   | 16      | Mika Häkkinen McLaren-Mercedes 30       | Finnland               | 100     | 08    | Michael Schumacher Ferrari 29             | Deutschland            | 86         | 06    | David Coulthard McLaren-Mercedes 27    | Vereinigtes Konigreich | 56         | 01    |
| 1999   | 16      | Mika Häkkinen McLaren-Mercedes 31       | Finnland               | 76      | 05    | Eddie Irvine Ferrari 34                   | Vereinigtes Konigreich | 74         | 04    | Heinz-Harald Frentzen Jordan-Mugen 32  | Deutschland            | 54         | 02    |
| 2000   | 17      | Michael Schumacher Ferrari 31           | Deutschland            | 108     | 09    | Mika Häkkinen McLaren-Mercedes 32         | Finnland               | 89         | 04    | David Coulthard McLaren-Mercedes 29    | Vereinigtes Konigreich | 73         | 03    |
| 2001   | 17      | Michael Schumacher Ferrari 32           | Deutschland            | 123     | 09    | David Coulthard McLaren-Mercedes 30       | Vereinigtes Konigreich | 65         | 02    | Rubens Barrichello Ferrari 29          | Brasilien              | 56         | 0–    |
| 2002   | 17      | Michael Schumacher Ferrari 33           | Deutschland            | 144     | 11    | Rubens Barrichello Ferrari 30             | Brasilien              | 77         | 04    | Juan Pablo Montoya Williams-BMW 27     | Kolumbien              | 50         | 0–    |
| 2003   | 16      | Michael Schumacher Ferrari 34           | Deutschland            | 93      | 06    | Kimi Räikkönen McLaren-Mercedes 24        | Finnland               | 91         | 01    | Juan Pablo Montoya Williams-BMW 28     | Kolumbien              | 82         | 02    |
| 2004   | 18      | Michael Schumacher Ferrari 35           | Deutschland            | 148     | 13    | Rubens Barrichello Ferrari 32             | Brasilien              | 114        | 02    | Jenson Button BAR-Honda 24             | Vereinigtes Konigreich | 85         | 0–    |
| 2005   | 19      | Fernando Alonso Renault 24              | Spanien                | 133     | 07    | Kimi Räikkönen McLaren-Mercedes 26        | Finnland               | 112        | 07    | Michael Schumacher Ferrari 36          | Deutschland            | 62         | 01    |
| 2006   | 18      | Fernando Alonso Renault 25              | Spanien                | 134     | 07    | Michael Schumacher Ferrari 37             | Deutschland            | 121        | 07    | Felipe Massa Ferrari 25                | Brasilien              | 80         | 02    |
| 2007   | 17      | Kimi Räikkönen Ferrari 28               | Finnland               | 110     | 06    | Lewis Hamilton McLaren-Mercedes 22        | Vereinigtes Konigreich | 109        | 04    | Fernando Alonso McLaren-Mercedes 26    | Spanien                | 109        | 04    |
| 2008   | 18      | Lewis Hamilton McLaren-Mercedes 23      | Vereinigtes Konigreich | 98      | 05    | Felipe Massa Ferrari 27                   | Brasilien              | 97         | 06    | Kimi Räikkönen Ferrari 29              | Finnland               | 75         | 02    |
| 2009   | 17      | Jenson Button Brawn-Mercedes 29         | Vereinigtes Konigreich | 95      | 06    | Sebastian Vettel Red Bull-Renault 22      | Deutschland            | 84         | 04    | Rubens Barrichello Brawn-Mercedes 37   | Brasilien              | 77         | 02    |
| 2010   | 19      | Sebastian Vettel Red Bull-Renault 23    | Deutschland            | 256     | 05    | Fernando Alonso Ferrari 29                | Spanien                | 252        | 05    | Mark Webber Red Bull-Renault 34        | Australien             | 242        | 04    |
| 2011   | 19      | Sebastian Vettel Red Bull-Renault 24    | Deutschland            | 392     | 11    | Jenson Button McLaren-Mercedes 31         | Vereinigtes Konigreich | 270        | 03    | Mark Webber Red Bull-Renault 35        | Australien             | 258        | 01    |
| 2012   | 20      | Sebastian Vettel Red Bull-Renault 25    | Deutschland            | 281     | 05    | Fernando Alonso Ferrari 31                | Spanien                | 278        | 03    | Kimi Räikkönen Lotus-Renault 33        | Finnland               | 207        | 01    |
| 2013   | 19      | Sebastian Vettel Red Bull-Renault 26    | Deutschland            | 397     | 13    | Fernando Alonso Ferrari 32                | Spanien                | 242        | 02    | Mark Webber Red Bull-Renault 37        | Australien             | 199        | 0–    |
| 2014   | 19      | Lewis Hamilton Mercedes 29              | Vereinigtes Konigreich | 384     | 11    | Nico Rosberg Mercedes 29                  | Deutschland            | 317        | 05    | Daniel Ricciardo Red Bull-Renault 25   | Australien             | 238        | 03    |
| 2015   | 19      | Lewis Hamilton Mercedes 30              | Vereinigtes Konigreich | 381     | 10    | Nico Rosberg Mercedes 30                  | Deutschland            | 322        | 06    | Sebastian Vettel Ferrari 28            | Deutschland            | 278        | 03    |
| 2016   | 21      | Nico Rosberg Mercedes 31                | Deutschland            | 385     | 09    | Lewis Hamilton Mercedes 31                | Vereinigtes Konigreich | 380        | 10    | Daniel Ricciardo Red Bull-TAG Heuer 27 | Australien             | 256        | 01    |
| 2017   | 20      | Lewis Hamilton Mercedes 32              | Vereinigtes Konigreich | 363     | 09    | Sebastian Vettel Ferrari 30               | Deutschland            | 317        | 05    | Valtteri Bottas Mercedes 28            | Finnland               | 305        | 03    |
| 2018   | 21      | Lewis Hamilton Mercedes 33              | Vereinigtes Konigreich | 408     | 11    | Sebastian Vettel Ferrari 31               | Deutschland            | 320        | 05    | Kimi Räikkönen Ferrari 39              | Finnland               | 251        | 01    |
| 2019   | 21      | Lewis Hamilton Mercedes 34              | Vereinigtes Konigreich | 413     | 11    | Valtteri Bottas Mercedes 30               | Finnland               | 326        | 04    | Max Verstappen Red Bull-Honda 22       | Niederlande            | 278        | 03    |
| 2020   | 17      | Lewis Hamilton Mercedes 35              | Vereinigtes Konigreich | 347     | 11    | Valtteri Bottas Mercedes 31               | Finnland               | 223        | 02    | Max Verstappen Red Bull-Honda 23       | Niederlande            | 214        | 02    |
| 2021   | 22      | Max Verstappen Red Bull-Honda 24        | Niederlande            | ,0395,5 | 10    | Lewis Hamilton Mercedes 36                | Vereinigtes Konigreich | ,0387,5    | 08    | Valtteri Bottas Mercedes 32            | Finnland               | 226        | 01    |
| 2022   | 22      | Max Verstappen Red Bull-RBPT 25         | Niederlande            | 454     | 15    | Charles Leclerc Ferrari 25                | Monaco                 | 308        | 03    | Sergio Pérez Red Bull-RBPT 32          | Mexiko                 | 305        | 02    |
| 2023   | 22      | Max Verstappen Red Bull-RBPT 26         | Niederlande            | 575     | 19    | Sergio Pérez Red Bull-RBPT 33             | Mexiko                 | 285        | 02    | Lewis Hamilton Mercedes 38             | Vereinigtes Konigreich | 234        | 0–    |
| 2024   | 24      | Max Verstappen Red Bull-RBPT 27         | Niederlande            | 437     | 9     | Lando Norris McLaren-Mercedes 25          | Vereinigtes Konigreich | 374        | 04    | Charles Leclerc Ferrari 27             | Monaco                 | 356        | 03    |

1. 1 2 3  Kombination aus dem Hersteller des Fahrzeugs (Chassis) und dem Motorenlieferanten; bei Werksteams ist beides identisch (z. B. Ferrari); die Verlinkung führt jeweils zum Konstrukteur des Fahrzeugs.
2. 1 2 3  Alter des jeweiligen Fahrers nach Jahrgang; ob der Geburtstag vor, während oder nach der Saison lag, bleibt hier unberücksichtigt.
3. 1 2 3  Die Punktzahl entspricht der jeweils für die WM gewerteten Punkte, nicht den tatsächlich errungenen; bis 1990 gab es in der Fahrerwertung noch Streichresultate.
4. 1 2  Die Automobil-Weltmeisterschaft wurde in den Jahren 1952 und 1953 nach dem Formel-2-Reglement ausgetragen (unter anderem mit deutlich geringerem Motorhubraum).
5. 1 2  Postum

### Liste der Konstrukteursweltmeister
| Saison | Anz. GP | Weltmeister Motor             | Nat.                   | Punkte  | Siege | WM-Zweiter Motor              | Nat.                   | Punkte  | Siege | WM-Dritter Motor              | Nat.                   | Punkte  | Siege |
| ------ | ------- | ----------------------------- | ---------------------- | ------- | ----- | ----------------------------- | ---------------------- | ------- | ----- | ----------------------------- | ---------------------- | ------- | ----- |
| 1958   | 11      | Vanwall Vanwall 2.5 L4        | Vereinigtes Konigreich | 48      | 06    | Ferrari Ferrari 2.4 V6        | Italien                | 40      | 02    | Cooper Climax 2.2 L4          | Vereinigtes Konigreich | 31      | 02    |
| 1959   | 09      | Cooper Climax 2.5 L4          | Vereinigtes Konigreich | 40      | 05    | Ferrari Ferrari 2.4 V6        | Italien                | 32      | 02    | B.R.M. B.R.M. 2.5 L4          | Vereinigtes Konigreich | 18      | 01    |
| 1960   | 10      | Cooper Climax 2.5 L4          | Vereinigtes Konigreich | 48      | 06    | Lotus Climax 2.5 L4           | Vereinigtes Konigreich | 34      | 02    | Ferrari Ferrari 2.4 V6        | Italien                | 26      | 01    |
| 1961   | 08      | Ferrari Ferrari 1.5 V6        | Italien                | 45      | 05    | Lotus Climax 1.5 L4           | Vereinigtes Konigreich | 35      | 03    | Porsche Porsche 1.5 B4        | Deutschland            | 22      | 0–    |
| 1962   | 09      | B.R.M. B.R.M. 1.5 V8          | Vereinigtes Konigreich | 42      | 04    | Lotus Climax 1.5 V8           | Vereinigtes Konigreich | 36      | 03    | Cooper Climax 1.5 V8          | Vereinigtes Konigreich | 29      | 01    |
| 1963   | 10      | Lotus Climax 1.5 V8           | Vereinigtes Konigreich | 54      | 07    | B.R.M. B.R.M. 1.5 V8          | Vereinigtes Konigreich | 36      | 02    | Brabham Climax 1.5 V8         | Vereinigtes Konigreich | 28      | 0–    |
| 1964   | 10      | Ferrari Ferrari 1.5 V8        | Italien                | 45      | 03    | B.R.M. B.R.M. 1.5 V8          | Vereinigtes Konigreich | 42      | 02    | Lotus Climax 1.5 V8           | Vereinigtes Konigreich | 37      | 03    |
| 1965   | 10      | Lotus Climax 1.5 V8           | Vereinigtes Konigreich | 54      | 06    | B.R.M. B.R.M. 1.5 V8          | Vereinigtes Konigreich | 45      | 03    | Brabham Climax 1.5 V8         | Vereinigtes Konigreich | 27      | 0–    |
| 1966   | 09      | Brabham Repco 3.0 V8          | Vereinigtes Konigreich | 42      | 04    | Ferrari Ferrari 3.0 V12       | Italien                | 31      | 03    | Cooper Maserati 3.0 V12       | Vereinigtes Konigreich | 30      | 01    |
| 1967   | 11      | Brabham Repco 3.0 V8          | Vereinigtes Konigreich | 63      | 04    | Lotus Ford-Cosworth 3.0 V8    | Vereinigtes Konigreich | 44      | 04    | Cooper Maserati 3.0 V12       | Vereinigtes Konigreich | 28      | 01    |
| 1968   | 12      | Lotus Ford-Cosworth 3.0 V8    | Vereinigtes Konigreich | 62      | 05    | McLaren Ford-Cosworth 3.0 V8  | Vereinigtes Konigreich | 49      | 03    | Matra Ford-Cosworth 3.0 V8    | Frankreich             | 45      | 03    |
| 1969   | 11      | Matra Ford-Cosworth 3.0 V8    | Frankreich             | 66      | 06    | Brabham Ford-Cosworth 3.0 V8  | Vereinigtes Konigreich | 49      | 02    | Lotus Ford-Cosworth 3.0 V8    | Vereinigtes Konigreich | 47      | 02    |
| 1970   | 13      | Lotus Ford-Cosworth 3.0 V8    | Vereinigtes Konigreich | 59      | 06    | Ferrari Ferrari 3.0 B12       | Italien                | 52      | 04    | March Ford-Cosworth 3.0 V8    | Vereinigtes Konigreich | 48      | 01    |
| 1971   | 11      | Tyrrell Ford-Cosworth 3.0 V8  | Vereinigtes Konigreich | 73      | 07    | B.R.M. B.R.M. 3.0 V12         | Vereinigtes Konigreich | 36      | 02    | Ferrari Ferrari 3.0 B12       | Italien                | 33      | 02    |
| 1972   | 12      | Lotus Ford-Cosworth 3.0 V8    | Vereinigtes Konigreich | 61      | 05    | Tyrrell Ford-Cosworth 3.0 V8  | Vereinigtes Konigreich | 51      | 04    | McLaren Ford-Cosworth 3.0 V8  | Vereinigtes Konigreich | 47      | 01    |
| 1973   | 15      | Lotus Ford-Cosworth 3.0 V8    | Vereinigtes Konigreich | 92      | 07    | Tyrrell Ford-Cosworth 3.0 V8  | Vereinigtes Konigreich | 82      | 05    | McLaren Ford-Cosworth 3.0 V8  | Vereinigtes Konigreich | 58      | 03    |
| 1974   | 15      | McLaren Ford-Cosworth 3.0 V8  | Vereinigtes Konigreich | 73      | 04    | Ferrari Ferrari 3.0 B12       | Italien                | 65      | 03    | Tyrrell Ford-Cosworth 3.0 V8  | Vereinigtes Konigreich | 52      | 02    |
| 1975   | 14      | Ferrari Ferrari 3.0 B12       | Italien                | ,072,5  | 06    | Brabham Ford-Cosworth 3.0 V8  | Vereinigtes Konigreich | 54      | 02    | McLaren Ford-Cosworth 3.0 V8  | Vereinigtes Konigreich | 53      | 03    |
| 1976   | 16      | Ferrari Ferrari 3.0 B12       | Italien                | 83      | 06    | McLaren Ford-Cosworth 3.0 V8  | Vereinigtes Konigreich | 74      | 06    | Tyrrell Ford-Cosworth 3.0 V8  | Vereinigtes Konigreich | 71      | 01    |
| 1977   | 17      | Ferrari Ferrari 3.0 B12       | Italien                | 95      | 04    | Lotus Ford-Cosworth 3.0 V8    | Vereinigtes Konigreich | 62      | 05    | McLaren Ford-Cosworth 3.0 V8  | Vereinigtes Konigreich | 60      | 03    |
| 1978   | 16      | Lotus Ford-Cosworth 3.0 V8    | Vereinigtes Konigreich | 86      | 08    | Ferrari Ferrari 3.0 B12       | Italien                | 58      | 05    | Brabham Alfa Romeo 3.0 B12    | Vereinigtes Konigreich | 53      | 02    |
| 1979   | 15      | Ferrari Ferrari 3.0 B12       | Italien                | 113     | 06    | Williams Ford-Cosworth 3.0 V8 | Vereinigtes Konigreich | 75      | 05    | Ligier Ford-Cosworth 3.0 V8   | Frankreich             | 61      | 03    |
| 1980   | 14      | Williams Ford-Cosworth 3.0 V8 | Vereinigtes Konigreich | 120     | 06    | Ligier Ford-Cosworth 3.0 V8   | Frankreich             | 66      | 02    | Brabham Ford-Cosworth 3.0 V8  | Vereinigtes Konigreich | 55      | 03    |
| 1981   | 15      | Williams Ford-Cosworth 3.0 V8 | Vereinigtes Konigreich | 95      | 04    | Brabham Ford-Cosworth 3.0 V8  | Vereinigtes Konigreich | 61      | 03    | Renault Renault 1.5 V6T       | Frankreich             | 54      | 03    |
| 1982   | 16      | Ferrari Ferrari 1.5 V6T       | Italien                | 74      | 03    | McLaren Ford-Cosworth 3.0 V8  | Vereinigtes Konigreich | 69      | 04    | Renault Renault 1.5 V6T       | Frankreich             | 62      | 04    |
| 1983   | 15      | Ferrari Ferrari 1.5 V6T       | Italien                | 89      | 04    | Renault Renault 1.5 V6T       | Frankreich             | 79      | 04    | Brabham BMW 1.5 L4T           | Vereinigtes Konigreich | 72      | 04    |
| 1984   | 16      | McLaren Porsche 1.5 V6T       | Vereinigtes Konigreich | ,0143,5 | 12    | Ferrari Ferrari 1.5 V6T       | Italien                | ,057,5  | 01    | Lotus Renault 1.5 V6T         | Vereinigtes Konigreich | 47      | 0–    |
| 1985   | 16      | McLaren Porsche 1.5 V6T       | Vereinigtes Konigreich | 90      | 06    | Ferrari Ferrari 1.5 V6T       | Italien                | 82      | 02    | Williams Honda 1.5 V6T        | Vereinigtes Konigreich | 71      | 04    |
| 1986   | 16      | Williams Honda 1.5 V6T        | Vereinigtes Konigreich | 141     | 09    | McLaren Porsche 1.5 V6T       | Vereinigtes Konigreich | 96      | 04    | Lotus Renault 1.5 V6T         | Vereinigtes Konigreich | 58      | 02    |
| 1987   | 16      | Williams Honda 1.5 V6T        | Vereinigtes Konigreich | 137     | 09    | McLaren Porsche 1.5 V6T       | Vereinigtes Konigreich | 76      | 03    | Lotus Honda 1.5 V6T           | Vereinigtes Konigreich | 64      | 02    |
| 1988   | 16      | McLaren Honda 1.5 V6T         | Vereinigtes Konigreich | 199     | 15    | Ferrari Ferrari 1.5 V6T       | Italien                | 65      | 01    | Benetton Ford-Cosworth 3.5 V8 | Vereinigtes Konigreich | 39      | 0–    |
| 1989   | 16      | McLaren Honda 3.5 V10         | Vereinigtes Konigreich | 141     | 10    | Williams Renault 3.5 V10      | Vereinigtes Konigreich | 77      | 02    | Ferrari Ferrari 3.5 V12       | Italien                | 59      | 03    |
| 1990   | 16      | McLaren Honda 3.5 V10         | Vereinigtes Konigreich | 121     | 06    | Ferrari Ferrari 3.5 V12       | Italien                | 110     | 06    | Benetton Ford-Cosworth 3.5 V8 | Vereinigtes Konigreich | 71      | 02    |
| 1991   | 16      | McLaren Honda 3.5 V12         | Vereinigtes Konigreich | 139     | 08    | Williams Renault 3.5 V10      | Vereinigtes Konigreich | 125     | 07    | Ferrari Ferrari 3.5 V12       | Italien                | ,055,5  | 0–    |
| 1992   | 16      | Williams Renault 3.5 V10      | Vereinigtes Konigreich | 164     | 10    | McLaren Honda 3.5 V12         | Vereinigtes Konigreich | 99      | 05    | Benetton Ford-Cosworth 3.5 V8 | Vereinigtes Konigreich | 91      | 01    |
| 1993   | 16      | Williams Renault 3.5 V10      | Vereinigtes Konigreich | 168     | 10    | McLaren Ford-Cosworth 3.5 V8  | Vereinigtes Konigreich | 84      | 05    | Benetton Ford-Cosworth 3.5 V8 | Vereinigtes Konigreich | 72      | 01    |
| 1994   | 16      | Williams Renault 3.5 V10      | Vereinigtes Konigreich | 118     | 07    | Benetton Ford-Cosworth 3.5 V8 | Vereinigtes Konigreich | 103     | 08    | Ferrari Ferrari 3.5 V12       | Italien                | 71      | 01    |
| 1995   | 17      | Benetton Renault 3.0 V10      | Vereinigtes Konigreich | 137     | 11    | Williams Renault 3.0 V10      | Vereinigtes Konigreich | 112     | 05    | Ferrari Ferrari 3.0 V12       | Italien                | 73      | 01    |
| 1996   | 16      | Williams Renault 3.0 V10      | Vereinigtes Konigreich | 175     | 12    | Ferrari Ferrari 3.0 V10       | Italien                | 70      | 03    | Benetton Renault 3.0 V10      | Italien                | 68      | 0–    |
| 1997   | 17      | Williams Renault 3.0 V10      | Vereinigtes Konigreich | 123     | 08    | Ferrari Ferrari 3.0 V10       | Italien                | 102     | 05    | Benetton Renault 3.0 V10      | Italien                | 67      | 01    |
| 1998   | 16      | McLaren Mercedes 3.0 V10      | Vereinigtes Konigreich | 156     | 09    | Ferrari Ferrari 3.0 V10       | Italien                | 133     | 06    | Williams Mecachrome 3.0 V10   | Vereinigtes Konigreich | 38      | 0–    |
| 1999   | 16      | Ferrari Ferrari 3.0 V10       | Italien                | 128     | 06    | McLaren Mercedes 3.0 V10      | Vereinigtes Konigreich | 124     | 07    | Jordan Mugen 3.0 V10          | Vereinigtes Konigreich | 61      | 02    |
| 2000   | 17      | Ferrari Ferrari 3.0 V10       | Italien                | 170     | 10    | McLaren Mercedes 3.0 V10      | Vereinigtes Konigreich | 152     | 07    | Williams BMW 3.0 V10          | Vereinigtes Konigreich | 36      | 0–    |
| 2001   | 17      | Ferrari Ferrari 3.0 V10       | Italien                | 179     | 09    | McLaren Mercedes 3.0 V10      | Vereinigtes Konigreich | 102     | 04    | Williams BMW 3.0 V10          | Vereinigtes Konigreich | 80      | 04    |
| 2002   | 17      | Ferrari Ferrari 3.0 V10       | Italien                | 221     | 15    | Williams BMW 3.0 V10          | Vereinigtes Konigreich | 92      | 01    | McLaren Mercedes 3.0 V10      | Vereinigtes Konigreich | 65      | 01    |
| 2003   | 16      | Ferrari Ferrari 3.0 V10       | Italien                | 158     | 08    | Williams BMW 3.0 V10          | Vereinigtes Konigreich | 144     | 04    | McLaren Mercedes 3.0 V10      | Vereinigtes Konigreich | 142     | 02    |
| 2004   | 18      | Ferrari Ferrari 3.0 V10       | Italien                | 262     | 15    | B·A·R Honda 3.0 V10           | Vereinigtes Konigreich | 119     | 0–    | Renault Renault 3.0 V10       | Frankreich             | 105     | 01    |
| 2005   | 19      | Renault Renault 3.0 V10       | Frankreich             | 191     | 08    | McLaren Mercedes 3.0 V10      | Vereinigtes Konigreich | 182     | 10    | Ferrari Ferrari 3.0 V10       | Italien                | 100     | 01    |
| 2006   | 18      | Renault Renault 2.4 V8        | Frankreich             | 206     | 08    | Ferrari Ferrari 2.4 V8        | Italien                | 201     | 09    | McLaren Mercedes 2.4 V8       | Vereinigtes Konigreich | 110     | 0–    |
| 2007   | 17      | Ferrari Ferrari 2.4 V8        | Italien                | 204     | 09    | BMW Sauber BMW 2.4 V8         | Deutschland            | 101     | 0–    | Renault Renault 2.4 V8        | Frankreich             | 51      | 0–    |
| 2008   | 18      | Ferrari Ferrari 2.4 V8        | Italien                | 172     | 08    | McLaren Mercedes 2.4 V8       | Vereinigtes Konigreich | 151     | 06    | BMW Sauber BMW 2.4 V8         | Deutschland            | 135     | 01    |
| 2009   | 17      | Brawn Mercedes 2.4 V8         | Vereinigtes Konigreich | 172     | 08    | Red Bull Renault 2.4 V8       | Osterreich             | ,0153,5 | 06    | McLaren Mercedes 2.4 V8       | Vereinigtes Konigreich | 71      | 02    |
| 2010   | 19      | Red Bull Renault 2.4 V8       | Osterreich             | 498     | 09    | McLaren Mercedes 2.4 V8       | Vereinigtes Konigreich | 454     | 05    | Ferrari Ferrari 2.4 V8        | Italien                | 396     | 05    |
| 2011   | 19      | Red Bull Renault 2.4 V8       | Osterreich             | 650     | 12    | McLaren Mercedes 2.4 V8       | Vereinigtes Konigreich | 497     | 06    | Ferrari Ferrari 2.4 V8        | Italien                | 375     | 01    |
| 2012   | 20      | Red Bull Renault 2.4 V8       | Osterreich             | 460     | 07    | Ferrari Ferrari 2.4 V8        | Italien                | 400     | 03    | McLaren Mercedes 2.4 V8       | Vereinigtes Konigreich | 378     | 07    |
| 2013   | 19      | Red Bull Renault 2.4 V8       | Osterreich             | 596     | 13    | Mercedes Mercedes 2.4 V8      | Deutschland            | 360     | 03    | Ferrari Ferrari 2.4 V8        | Italien                | 354     | 02    |
| 2014   | 19      | Mercedes Mercedes 1.6 V6      | Deutschland            | 701     | 16    | Red Bull Renault 1.6 V6       | Osterreich             | 405     | 03    | Williams Mercedes 1.6 V6      | Vereinigtes Konigreich | 320     | 0–    |
| 2015   | 19      | Mercedes Mercedes 1.6 V6      | Deutschland            | 703     | 16    | Ferrari Ferrari 1.6 V6        | Italien                | 428     | 03    | Williams Mercedes 1.6 V6      | Vereinigtes Konigreich | 257     | 0–    |
| 2016   | 21      | Mercedes Mercedes 1.6 V6      | Deutschland            | 765     | 19    | Red Bull Renault 1.6 V6       | Osterreich             | 468     | 02    | Ferrari Ferrari 1.6 V6        | Italien                | 398     | 0–    |
| 2017   | 20      | Mercedes Mercedes 1.6 V6      | Deutschland            | 668     | 12    | Ferrari Ferrari 1.6 V6        | Italien                | 522     | 05    | Red Bull Renault 1.6 V6       | Osterreich             | 368     | 03    |
| 2018   | 21      | Mercedes Mercedes 1.6 V6      | Deutschland            | 655     | 11    | Ferrari Ferrari 1.6 V6        | Italien                | 571     | 06    | Red Bull Renault 1.6 V6       | Osterreich             | 419     | 04    |
| 2019   | 21      | Mercedes Mercedes 1.6 V6      | Deutschland            | 739     | 15    | Ferrari Ferrari 1.6 V6        | Italien                | 504     | 03    | Red Bull Honda 1.6 V6         | Osterreich             | 417     | 03    |
| 2020   | 17      | Mercedes Mercedes 1.6 V6      | Deutschland            | 547     | 13    | Red Bull Honda 1.6 V6         | Osterreich             | 319     | 02    | McLaren Renault 1.6 V6        | Vereinigtes Konigreich | 202     | 0–    |
| 2021   | 22      | Mercedes Mercedes 1.6 V6      | Deutschland            | ,0613,5 | 09    | Red Bull Honda 1.6 V6         | Osterreich             | ,0585,5 | 011   | Ferrari Ferrari 1.6 V6        | Italien                | ,0323,5 | 0–    |
| 2022   | 22      | Red Bull RBPT 1.6 V6          | Osterreich             | 759     | 017   | Ferrari Ferrari 1.6 V6        | Italien                | 554     | 04    | Mercedes Mercedes 1.6 V6      | Deutschland            | 515     | 01    |
| 2023   | 22      | Red Bull RBPT 1.6 V6          | Osterreich             | 860     | 021   | Mercedes Mercedes 1.6 V6      | Deutschland            | 409     | 0–    | Ferrari Ferrari 1.6 V6        | Italien                | 406     | 01    |
| 2024   | 24      | McLaren Mercedes 1.6 V6       | Vereinigtes Konigreich | 666     | 05    | Ferrari Ferrari 1.6 V6        | Italien                | 652     | 05    | Red Bull RBPT 1.6 V6          | Osterreich             | 589     | 09    |

1. 1 2 3  Die Punktzahl entspricht der jeweils für die WM gewerteten Punkte, nicht den tatsächlich errungenen; bis 1978 gab es in der Konstrukteurswertung noch Streichresultate.

## Nach Fahrer
Die folgende Tabelle führt die Anzahl aller Weltmeisterschaftstitel nach Fahrern. Zudem zeigt sie die Saisons der Titelgewinne sowie die Konstrukteure, mit denen die Titel eingefahren wurden. Die Namen der für die Formel-1-Weltmeisterschaft 2025 unter Vertrag stehenden Fahrer sind grau hinterlegt.
Max Verstappen war beim Großen Preis von Abu Dhabi am 12. Dezember 2021 der insgesamt 34. Fahrer, der eine Formel-1-Weltmeisterschaft gewann.
Mit seinem siebten WM-Titel beim Großen Preis der Türkei am 15. November 2020 egalisierte Lewis Hamilton die Rekordmarke von Michael Schumacher.

Fahrer mit den meisten Weltmeistertiteln
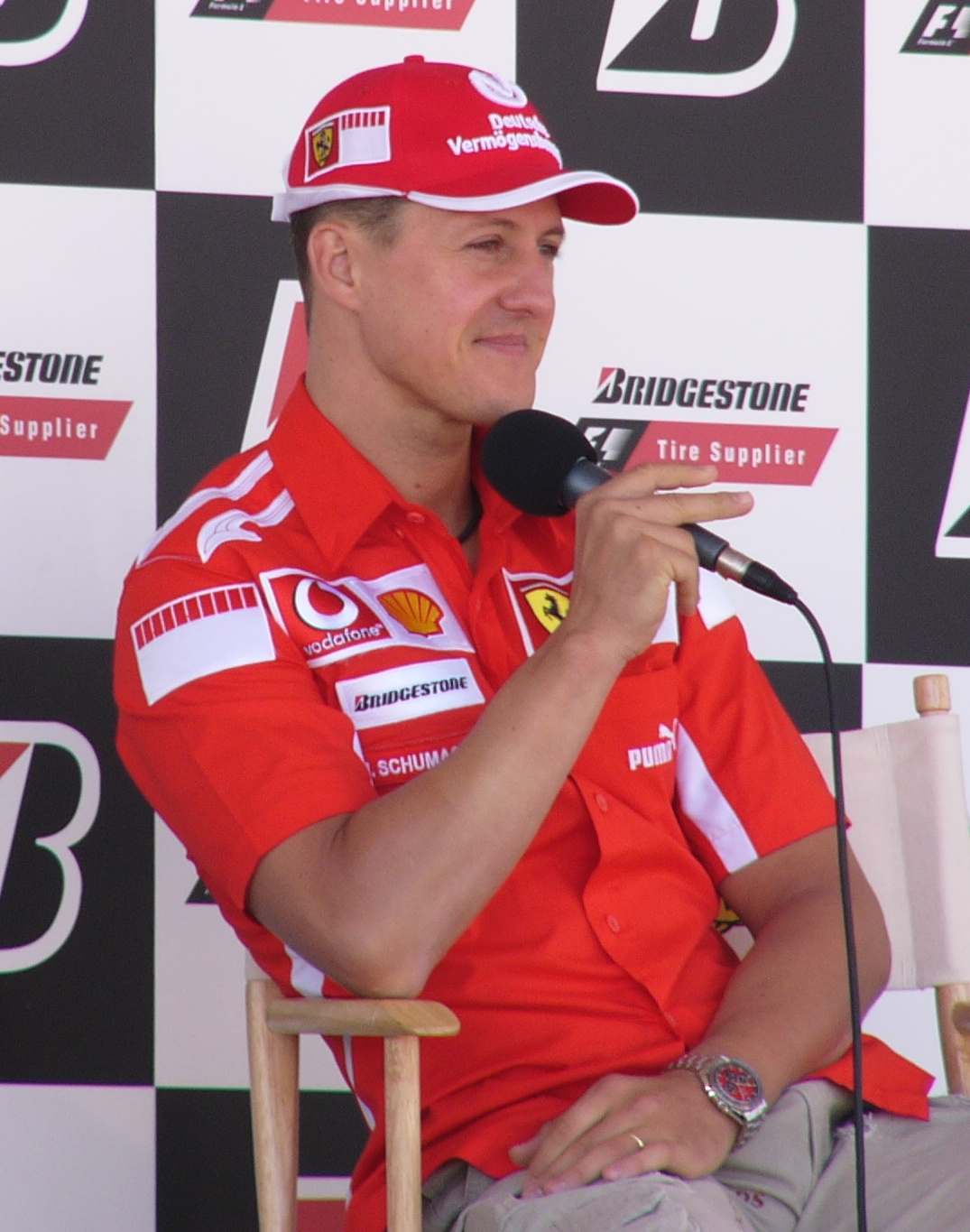
Geteilter Rekord: Michael Schumacher
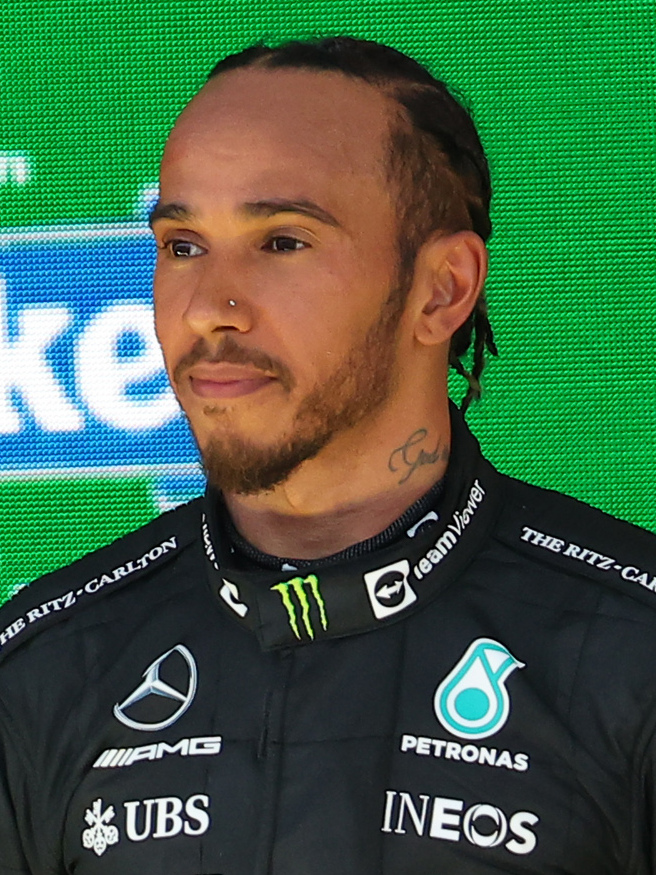
und Lewis Hamilton
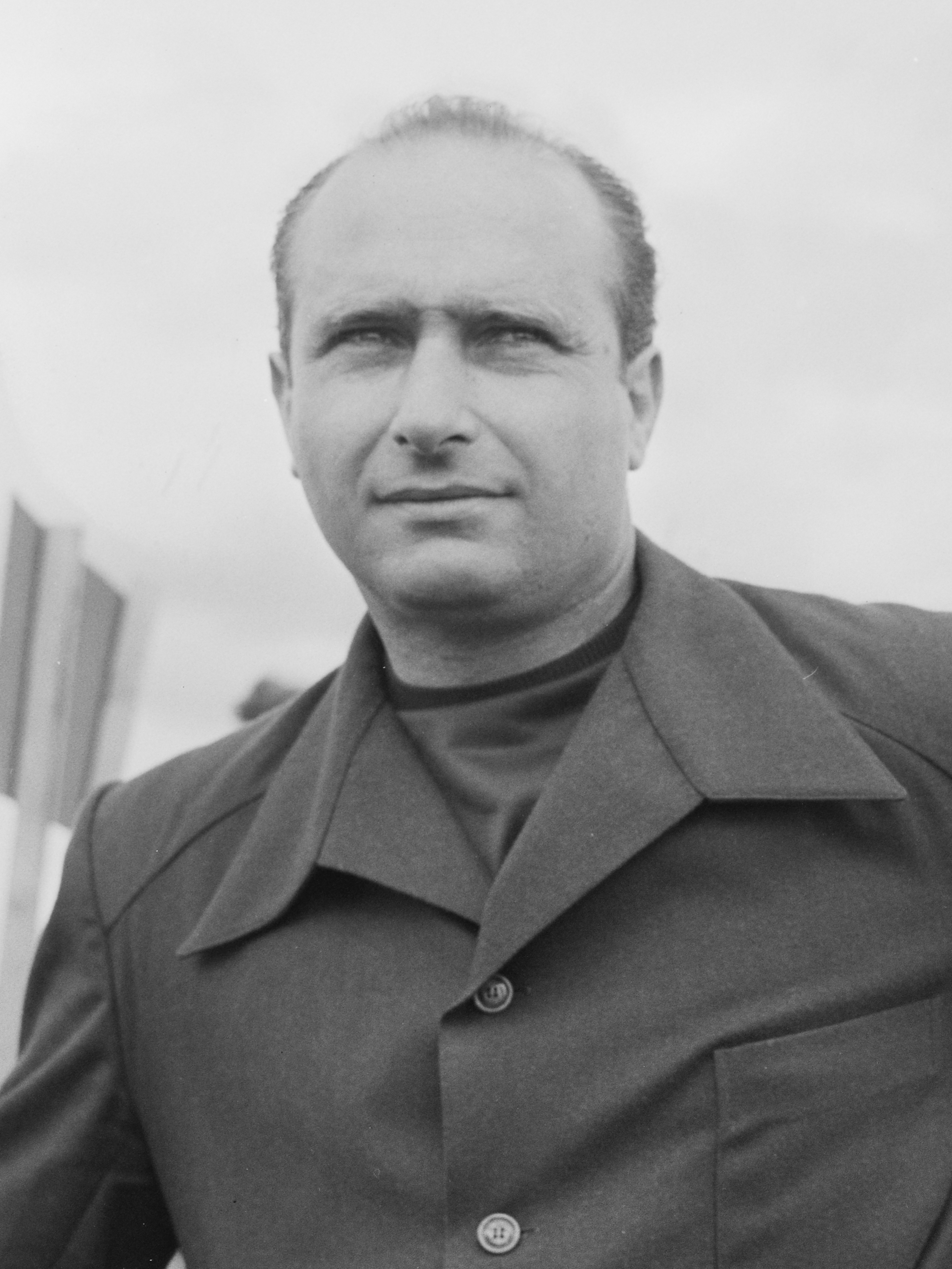
Platz 3: Juan Manuel Fangio

| Platz | Fahrer             | Nation                 | Titel | Jahr                        | Konstrukteure                                            |
| ----- | ------------------ | ---------------------- | ----- | --------------------------- | -------------------------------------------------------- |
| 01    | Michael Schumacher | Deutschland            | 7     | 1994, 1995, 2000–2004       | Ferrari (5), Benetton (2)                                |
| 0     | Lewis Hamilton     | Vereinigtes Konigreich | 7     | 2008, 2014, 2015, 2017–2020 | Mercedes (6), McLaren (1)                                |
| 03    | Juan Manuel Fangio | Argentinien            | 5     | 1951, 1954–1957             | Mercedes (2) , Maserati (2) , Alfa Romeo, Ferrari (je 1) |
| 04    | Alain Prost        | Frankreich             | 4     | 1985, 1986, 1989, 1993      | McLaren (3), Williams (1)                                |
| 0     | Sebastian Vettel   | Deutschland            | 4     | 2010–2013                   | Red Bull (alle)                                          |
| 0     | Max Verstappen     | Niederlande            | 4     | 2021–2024                   | Red Bull (alle)                                          |
| 7     | Jack Brabham       | Australien             | 3     | 1959, 1960, 1966            | Cooper (2), Brabham (1)                                  |
| 0     | Jackie Stewart     | Vereinigtes Konigreich | 3     | 1969, 1971, 1973            | Tyrrell (2), Matra (1)                                   |
| 0     | Niki Lauda         | Osterreich             | 3     | 1975, 1977, 1984            | Ferrari (2), McLaren (1)                                 |
| 0     | Nelson Piquet      | Brasilien              | 3     | 1981, 1983, 1987            | Brabham (2), Williams (1)                                |
| 0     | Ayrton Senna       | Brasilien              | 3     | 1988, 1990, 1991            | McLaren (alle)                                           |
| 12    | Alberto Ascari     | Italien                | 2     | 1952, 1953                  | Ferrari (beide)                                          |
| 0     | Graham Hill        | Vereinigtes Konigreich | 2     | 1962, 1968                  | B.R.M., Lotus (je 1)                                     |
| 0     | Jim Clark          | Vereinigtes Konigreich | 2     | 1963, 1965                  | Lotus (beide)                                            |
| 0     | Emerson Fittipaldi | Brasilien              | 2     | 1972, 1974                  | Lotus, McLaren (je 1)                                    |
| 0     | Mika Häkkinen      | Finnland               | 2     | 1998, 1999                  | McLaren (beide)                                          |
| 0     | Fernando Alonso    | Spanien                | 2     | 2005, 2006                  | Renault (beide)                                          |
| 18    | Giuseppe Farina    | Italien                | 1     | 1950                        | Alfa Romeo                                               |
| 0     | Mike Hawthorn      | Vereinigtes Konigreich | 1     | 1958                        | Ferrari                                                  |
| 0     | Phil Hill          | Vereinigte Staaten     | 1     | 1961                        | Ferrari                                                  |
| 0     | John Surtees       | Vereinigtes Konigreich | 1     | 1964                        | Ferrari                                                  |
| 0     | Denis Hulme        | Neuseeland             | 1     | 1967                        | Brabham                                                  |
| 0     | Jochen Rindt       | Osterreich             | 1     | 1970                        | Lotus                                                    |
| 0     | James Hunt         | Vereinigtes Konigreich | 1     | 1976                        | McLaren                                                  |
| 0     | Mario Andretti     | Vereinigte Staaten     | 1     | 1978                        | Lotus                                                    |
| 0     | Jody Scheckter     | Sudafrika 1961         | 1     | 1979                        | Ferrari                                                  |
| 0     | Alan Jones         | Australien             | 1     | 1980                        | Williams                                                 |
| 0     | Keke Rosberg       | Finnland               | 1     | 1982                        | Williams                                                 |
| 0     | Nigel Mansell      | Vereinigtes Konigreich | 1     | 1992                        | Williams                                                 |
| 0     | Damon Hill         | Vereinigtes Konigreich | 1     | 1996                        | Williams                                                 |
| 0     | Jacques Villeneuve | Kanada                 | 1     | 1997                        | Williams                                                 |
| 0     | Kimi Räikkönen     | Finnland               | 1     | 2007                        | Ferrari                                                  |
| 0     | Jenson Button      | Vereinigtes Konigreich | 1     | 2009                        | Brawn                                                    |
| 0     | Nico Rosberg       | Deutschland            | 1     | 2016                        | Mercedes                                                 |

1. 1 2  Juan Manuel Fangio bestritt die ersten drei Saisonrennen 1954 auf Maserati, den Rest auf Mercedes. Ein damals übliches Vorgehen, jedoch einmalig im Falle des Weltmeisters.
2. ↑  Postum

## Nach Fahrernation

Nation mit den meisten Fahrertiteln: Vereinigtes Königreich

Die folgende Tabelle erfasst die Anzahl aller Fahrer-Weltmeisterschaften nach Fahrernationen aufgeschlüsselt. Zudem zeigt sie die Saisons der Titelgewinne sowie die Aufteilung auf verschiedene Fahrerchampions.
Die Namen der Nationen, unter deren Flagge mindestens ein Fahrer für die Formel-1-Weltmeisterschaft 2025 unter Vertrag steht, sind grau hinterlegt.
Anmerkung: Als Fahrernation wird i. d. R. das Herkunftsland eines Fahrers bezeichnet. Dies muss nicht zwingend auch das Geburtsland des Piloten sein (siehe Jochen Rindt). In neuerer Zeit wird die Nation eines Fahrers danach bestimmt, mit welcher Lizenz er antritt (siehe Nico Rosberg).
| Platz | Nation                 | Titel | Jahr                                                                                         | Anzahl Fahrer | Fahrer |
| ----- | ---------------------- | ----- | -------------------------------------------------------------------------------------------- | ------------- | --- |
| 01    | Vereinigtes Königreich | 20    | 1958, 1962–1965, 1968, 1969, 1971, 1973, 1976, 1992, 1996, 2008, 2009, 2014, 2015, 2017–2020 | 10            | Lewis Hamilton (7), Jackie Stewart (3), Graham Hill, Jim Clark (je 2), Mike Hawthorn, John Surtees, James Hunt, Nigel Mansell, Damon Hill, Jenson Button (je 1) |
| 02    | Deutschland            | 12    | 1994, 1995, 2000–2004, 2010–2013, 2016                                                       | 03            | Michael Schumacher (7), Sebastian Vettel (4), Nico Rosberg (1)                                                                                                  |
| 03    | Brasilien              | 08    | 1972, 1974, 1981, 1983, 1987, 1988, 1990, 1991                                               | 03            | Nelson Piquet, Ayrton Senna (je 3), Emerson Fittipaldi (2) |
| 04    | Argentinien            | 05    | 1951, 1954–1957                                                                              | 01            | Juan Manuel Fangio (alle) |
| 05    | Finnland               | 04    | 1982, 1998, 1999, 2007                                                                       | 03            | Mika Häkkinen (2), Keke Rosberg, Kimi Räikkönen (je 1) |
| 0     | Australien             | 04    | 1959, 1960, 1966, 1980                                                                       | 02            | Jack Brabham (3), Alan Jones (1) |
| 0     | Österreich             | 04    | 1970, 1975, 1977, 1984                                                                       | 02            | Niki Lauda (3), Jochen Rindt (1) |
| 0     | Frankreich             | 04    | 1985, 1986, 1989, 1993                                                                       | 01            | Alain Prost (alle) |
| 0     | Niederlande            | 04    | 2021–2024                                                                                    | 01            | Max Verstappen (alle) |
| 10    | Italien                | 03    | 1950, 1952, 1953                                                                             | 02            | Alberto Ascari (2), Giuseppe Farina (1) |
| 11    | Vereinigte Staaten     | 02    | 1961, 1978                                                                                   | 02            | Phil Hill, Mario Andretti (je 1) |
| 0     | Spanien                | 02    | 2005, 2006                                                                                   | 01            | Fernando Alonso (beide) |
| 13    | Neuseeland             | 01    | 1967                                                                                         | 01            | Denis Hulme |
| 0     | Südafrika              | 01    | 1979                                                                                         | 01            | Jody Scheckter |
| 0     | Kanada                 | 01    | 1997                                                                                         | 01            | Jacques Villeneuve |

unterstrichen = in der Saison 2025 aktive Fahrer

## Nach Konstrukteur

Konstrukteur mit den meisten Konstrukteurstiteln: Ferrari

Die nachfolgende Auflistung ergibt sich nach der Anzahl der Titel in der Konstrukteurs-Weltmeisterschaft. Diese wird seit der Saison 1958 vergeben. Neben den Saisons der Titelgewinne der Konstrukteursmeisterschaft sind zudem noch informativ die Fahrertitel, die auf den jeweiligen Konstrukteuren eingefahren wurden gelistet. Die in der Saison 2025 aktiven Konstrukteure sind grau hinterlegt.
Anmerkung: Die Weltmeisterschaft der Konstrukteure wurde zu einer Zeit eingeführt, als die Autos eines Konstrukteurs noch von mehreren Teams (z. B. Werks- und Kundenteam) eingesetzt werden konnten. Im englischsprachigen Raum wurde diese Situation durch die Unterscheidung von constructors (Konstrukteure) und entrants (Teams) beschrieben. Alle eingesetzten Autos eines Konstrukteurs waren punktberechtigt. Bekanntestes Beispiel ist Matra: Den Titel 1969 verdankt der Hersteller überwiegend den vom Kunden Tyrrell (später selbst Konstrukteur und Weltmeister) eingefahrenen Punkten und weniger dem eigenen Werksteam.
Seit 1981 ist per Reglement festgeschrieben, dass jedes Team auch seinen eigenen Wagen konstruieren muss und damit als Konstrukteur auftritt.
| Platz | Konstrukteur | Nation                 | Titel | Jahr                                                           | Fahrer-titel | Jahr                                                                  |
| ----- | ------------ | ---------------------- | ----- | -------------------------------------------------------------- | ------------ | --------------------------------------------------------------------- |
| 01    | Ferrari      | Italien                | 16    | 1961, 1964, 1975–1977, 1979, 1982, 1983, 1999–2004, 2007, 2008 | 15           | 1952, 1953, 1956, 1958, 1961, 1964, 1975, 1977, 1979, 2000–2004, 2007 |
| 02    | McLaren      | Vereinigtes Konigreich | 09    | 1974, 1984, 1985, 1988–1991, 1998, 2024                        | 12           | 1974, 1976, 1984–1986, 1988–1991, 1998, 1999, 2008                    |
| 0     | Williams     | Vereinigtes Konigreich | 09    | 1980, 1981, 1986, 1987, 1992–1994, 1996, 1997                  | 07           | 1980, 1982, 1987, 1992, 1993, 1996, 1997                              |
| 04    | Mercedes     | Deutschland            | 08    | 2014–2021                                                      | 09           | 1954, 1955, 2014–2020                                                 |
| 05    | Lotus        | Vereinigtes Konigreich | 07    | 1963, 1965, 1968, 1970, 1972, 1973, 1978                       | 06           | 1963, 1965, 1968, 1970, 1972, 1978                                    |
| 06    | Red Bull     | Osterreich             | 06    | 2010–2013, 2022, 2023                                          | 08           | 2010–2013, 2021–2024                                                  |
| 07    | Brabham      | Vereinigtes Konigreich | 02    | 1966, 1967                                                     | 04           | 1966, 1967, 1981, 1983                                                |
| 0     | Cooper       | Vereinigtes Konigreich | 02    | 1959, 1960                                                     | 02           | 1959, 1960                                                            |
| 0     | Renault      | Frankreich             | 02    | 2005, 2006                                                     | 02           | 2005, 2006                                                            |
| 10    | Tyrrell      | Vereinigtes Konigreich | 01    | 1971                                                           | 02           | 1971, 1973                                                            |
| 0     | Benetton     | Vereinigtes Konigreich | 01    | 1995                                                           | 02           | 1994, 1995                                                            |
| 0     | B.R.M.       | Vereinigtes Konigreich | 01    | 1962                                                           | 01           | 1962                                                                  |
| 0     | Matra        | Frankreich             | 01    | 1969                                                           | 01           | 1969                                                                  |
| 0     | Brawn        | Vereinigtes Konigreich | 01    | 2009                                                           | 01           | 2009                                                                  |
| 0     | Vanwall      | Vereinigtes Konigreich | 01    | 1958                                                           | 0–           | –                                                                     |
| –     | Alfa Romeo   | Italien                | 0–    | –                                                              | 02           | 1950, 1951                                                            |
| –     | Maserati     | Italien                | 0–    | –                                                              | 02           | 1954, 1957                                                            |

## Nach Konstrukteursnation

Nation mit den meisten Konstrukteurstiteln: Vereinigtes Königreich

Die nachfolgende Auflistung ergibt sich nach der Anzahl der Titel in der Konstrukteurs-Weltmeisterschaft. Diese wird seit der Saison 1958 vergeben. Die in der Saison 2025 aktiven Konstrukteursnationen sind grau hinterlegt.
Anmerkung: Als Konstrukteursnation wird das Land bezeichnet, mit dessen Lizenz ein Hersteller bei der FIA eingeschrieben ist. I. d. R. ist dies identisch mit dem Herkunftsland des Teams an sich oder der Mehrheitseigner (siehe Mercedes, Red Bull oder Renault). Der tatsächliche Sitz des Konstrukteurs spielt dabei heutzutage keine Rolle mehr. Historisch gewachsen operiert ein Großteil der Formel-1-Teams heute aus England. Bis in die 1990er Jahre hinein war es daher für viele Konstrukteure üblich, trotz anderer Herkunft der Eigentümer unter britischer Flagge anzutreten (siehe Brabham, McLaren oder Benetton).
| Platz | Nation                 | Titel | Jahr                                                                                 | Anzahl | Konstrukteure                                                                                                 |
| ----- | ---------------------- | ----- | ------------------------------------------------------------------------------------ | ------ | --- |
| 01    | Vereinigtes Königreich | 34    | 1958–1960, 1962, 1963, 1965–1968, 1970–1974, 1978, 1980, 1981, 1984–1998, 2009, 2024 | 10     | McLaren, Williams (je 9), Lotus (7), Cooper, Brabham (je 2), Vanwall, B.R.M., Tyrrell, Benetton, Brawn (je 1) |
| 02    | Italien                | 16    | 1961, 1964, 1975–1977, 1979, 1982, 1983, 1999–2004, 2007, 2008                       | 01     | Ferrari (alle)                                                                                                |
| 03    | Deutschland            | 08    | 2014–2021                                                                            | 01     | Mercedes (alle)                                                                                               |
| 04    | Österreich             | 06    | 2010–2013, 2022, 2023                                                                | 01     | Red Bull (alle)                                                                                               |
| 05    | Frankreich             | 03    | 1969, 2005, 2006                                                                     | 02     | Renault (2), Matra (1)                                                                                        |

unterstrichen = in der Saison 2025 aktive Konstrukteure

## Nach Motorenhersteller

Motorenhersteller mit den meisten WM-Titeln: Ferrari

Die folgende Tabelle weist separat die Fahrer- und Konstrukteurstitel nach der Beteiligung der jeweiligen Motorenhersteller aus, da beide Titel in einer Saison mit unterschiedlichem Motor eingefahren werden können (Beispiel: 1994 wurde ein Fahrer mit einem Ford-Motor Weltmeister, der Konstrukteurspokal ging hingegen an ein mit Renault-Aggregaten beliefertes Team). F steht entsprechend für Fahrertitel und K für Konstrukteurstitel.
Die Spalte „Motor“ führt den Kurznamen des Herstellers auf. In Klammern sind gegebenenfalls mögliche Alternativbezeichnungen genannt, unter denen der Hersteller in Teilzeiträumen Motoren lieferte oder bekannt war und die für diese Statistik berücksichtigt wurden. Die in der Saison 2025 aktiven Motorenhersteller sind grau hinterlegt.
Anmerkung: Vom Internationalen Automobilverband (FIA) wird kein offizieller Weltmeistertitel für den erfolgreichsten Motorenlieferanten einer Saison vergeben. Würde die FIA das tun, müsste es eine dritte Punktwertung neben der Fahrer- und Konstrukteurswertung geben, in der jeder im Feld vertretene Motorenhersteller jeweils alle Punkte verbucht bekommt, die mithilfe seines Aggregates errungen wurden.
| Platz | Motor                            | Nation                 | Titel | Titel (F) | Jahr                                                                  | Titel (K) | Jahr                                                           |
| ----- | -------------------------------- | ---------------------- | ----- | --------- | --------------------------------------------------------------------- | --------- | -------------------------------------------------------------- |
| 01    | Ferrari                          | Italien                | 31    | 15        | 1952, 1953, 1956, 1958, 1961, 1964, 1975, 1977, 1979, 2000–2004, 2007 | 16        | 1961, 1964, 1975–1977, 1979, 1982, 1983, 1999–2004, 2007, 2008 |
| 02    | Mercedes                         | Deutschland            | 24    | 13        | 1954, 1955, 1998, 1999, 2008, 2009, 2014–2020                         | 11        | 1998, 2009, 2014–2021, 2024                                    |
| 03    | Ford (Ford-Cosworth)             | Vereinigte Staaten     | 23    | 13        | 1968–1974, 1976, 1978, 1980–1982, 1994                                | 10        | 1968–1974, 1978, 1980, 1981                                    |
| 0     | Renault                          | Frankreich             | 23    | 11        | 1992, 1993, 1995–1997, 2005, 2006, 2010–2013                          | 12        | 1992–1997, 2005, 2006, 2010–2013                               |
| 05    | Honda                            | Japan                  | 12    | 06        | 1987–1991, 2021                                                       | 06        | 1986–1991                                                      |
| 06    | Climax                           | Vereinigtes Konigreich | 08    | 04        | 1959, 1960, 1963, 1965                                                | 04        | 1959, 1960, 1963, 1965                                         |
| 07    | TAG Porsche (TAG Turbo, Porsche) | Deutschland            | 05    | 03        | 1984–1986                                                             | 02        | 1984, 1985                                                     |
| 0     | RBPT (Honda RBPT)                | Vereinigtes Konigreich | 05    | 03        | 2022–2024                                                             | 02        | 2022, 2023                                                     |
| 09    | Repco                            | Australien             | 04    | 02        | 1966, 1967                                                            | 02        | 1966, 1967                                                     |
| 10    | Alfa Romeo                       | Italien                | 02    | 02        | 1950, 1951                                                            | 0–        | 0–                                                             |
| 0     | Maserati                         | Italien                | 02    | 02        | 1954, 1957                                                            | 0–        | 0–                                                             |
| 0     | B.R.M.                           | Vereinigtes Konigreich | 02    | 01        | 1962                                                                  | 01        | 1962                                                           |
| 13    | Vanwall                          | Vereinigtes Konigreich | 01    | 0–        | 0–                                                                    | 01        | 1958                                                           |
| 0     | BMW                              | Deutschland            | 01    | 01        | 1983                                                                  | 0–        | 0–                                                             |

1. ↑  Produktionsstandort anfangs in Stuttgart, nach dem Wiedereinstieg ab 1993 bei Ilmor Engineering, die zuvor auch als eigenständiger Motorenlieferant auftraten. Bis 2005 übernahm Mercedes das Unternehmen vollständig (heute Mercedes AMG HPP).
2. ↑  Ford ließ zwischen 1967 und 2004 seine F1-Triebwerke hauptsächlich beim britischen Motorenhersteller Cosworth bauen. Die meisten Einsätze erfolgten als Ford-Cosworth, teils auch direkt als Ford. Zuvor von 1963–1966 bereits einige Starts ohne Beteiligung von Cosworth. 2005/2006 sowie 2010–2013 trat Cosworth auch unter eigenem Namen im Grand-Prix-Sport an.
3. ↑  Zwischen 1983 und 1987 baute Porsche im Auftrag der TAG Group SA Motoren und lieferte diese an McLaren, das Triebwerk hieß offiziell TAG Turbo. Zuvor auch vereinzelte Engagements als Porsche direkt.
4. ↑  2022 zunächst als RBPT angetreten mit dem übernommenen Motor von Honda. Seit 2023 als Honda RBPT.

## Nach Reifenhersteller

Reifenhersteller mit den meisten WM-Titeln: Goodyear

Die folgende Tabelle weist separat die Fahrer- und Konstrukteurstitel nach der Beteiligung der jeweiligen Reifenhersteller aus, da beide Titel in einer Saison auf unterschiedlichem Reifen eingefahren werden können. F steht entsprechend für Fahrertitel und K für Konstrukteurstitel. Wie bei den Motorenherstellern vergibt die FIA keinen offiziellen Titel für den besten Reifenlieferanten einer Saison nach Punkten.
Anmerkung: Seit der Weltmeisterschaft 2007 gibt es nur noch jeweils einen Reifenhersteller, der allen Teams Reifen als Einheitslieferant zur Verfügung stellt. Von 2007 bis 2010 war dies Bridgestone, seit 2011 liefert Pirelli die Reifen. Insoweit findet seitdem – wie auch in früheren Zeiten eines Einheitslieferanten – kein Wettbewerb verschiedener Hersteller mehr statt. Pirelli ist als aktueller Hersteller grau hinterlegt.
In den Jahren 1952, 1954 und 1981 wechselte der Fahrer-Weltmeister die Reifen während der Saison.
| Platz | Reifen        | Nation                 | Titel | Titel (F) | Jahr                                              | Titel (K) | Jahr                                              |
| ----- | ------------- | ---------------------- | ----- | --------- | ------------------------------------------------- | --------- | ------------------------------------------------- |
| 01    | G Goodyear    | Vereinigte Staaten     | 51    | 25        | 1966, 1967, 1971, 1973–1978, 1980–1982, 1985–1997 | 26        | 1966, 1967, 1971, 1973–1978, 1980–1983, 1985–1997 |
| 02    | P Pirelli     | Italien                | 34    | 20        | 1950–1954, 1957, 2011–2024                        | 14        | 2011–2024                                         |
| 03    | B Bridgestone | Japan                  | 22    | 11        | 1998–2004, 2007–2010                              | 11        | 1998–2004, 2007–2010                              |
| 04    | D Dunlop      | Vereinigtes Konigreich | 17    | 08        | 1959–1965, 1969                                   | 09        | 1958–1965, 1969                                   |
| 05    | M Michelin    | Frankreich             | 11    | 06        | 1979, 1981, 1983, 1984, 2005, 2006                | 05        | 1979, 1981, 1984, 2005, 2006                      |
| 06    | F Firestone   | Vereinigte Staaten     | 07    | 04        | 1952, 1968, 1970, 1972                            | 03        | 1968, 1970, 1972                                  |
| 07    | E Englebert   | Belgien                | 03    | 03        | 1952, 1956, 1958                                  | 0–        | 0–                                                |
| 08    | C Continental | Deutschland            | 02    | 02        | 1954, 1955                                        | 0–        | 0–                                                |